# Arbeitsgemeinschaft Burg Waldeck

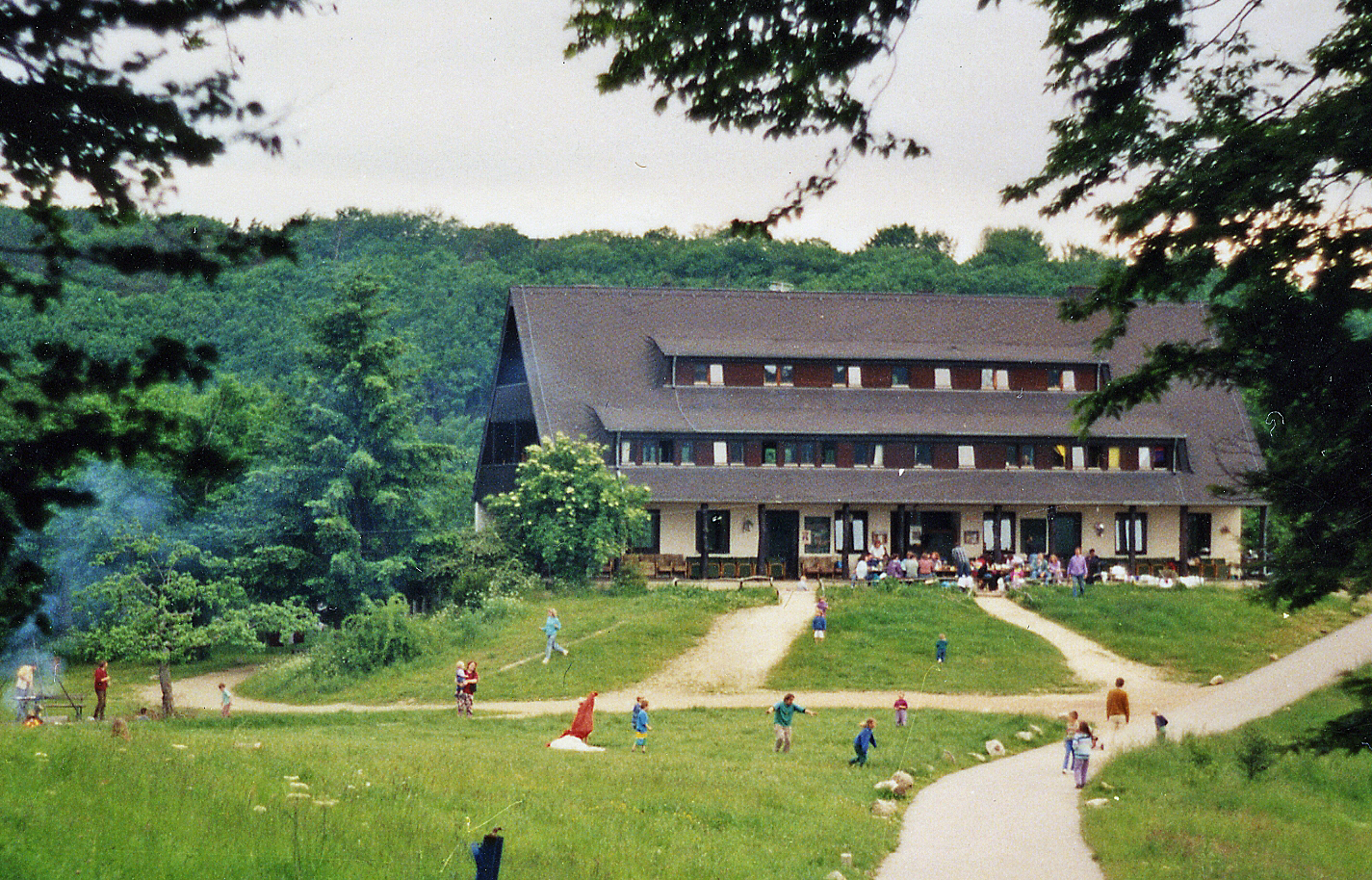
Säulenhaus der ABW, 2004

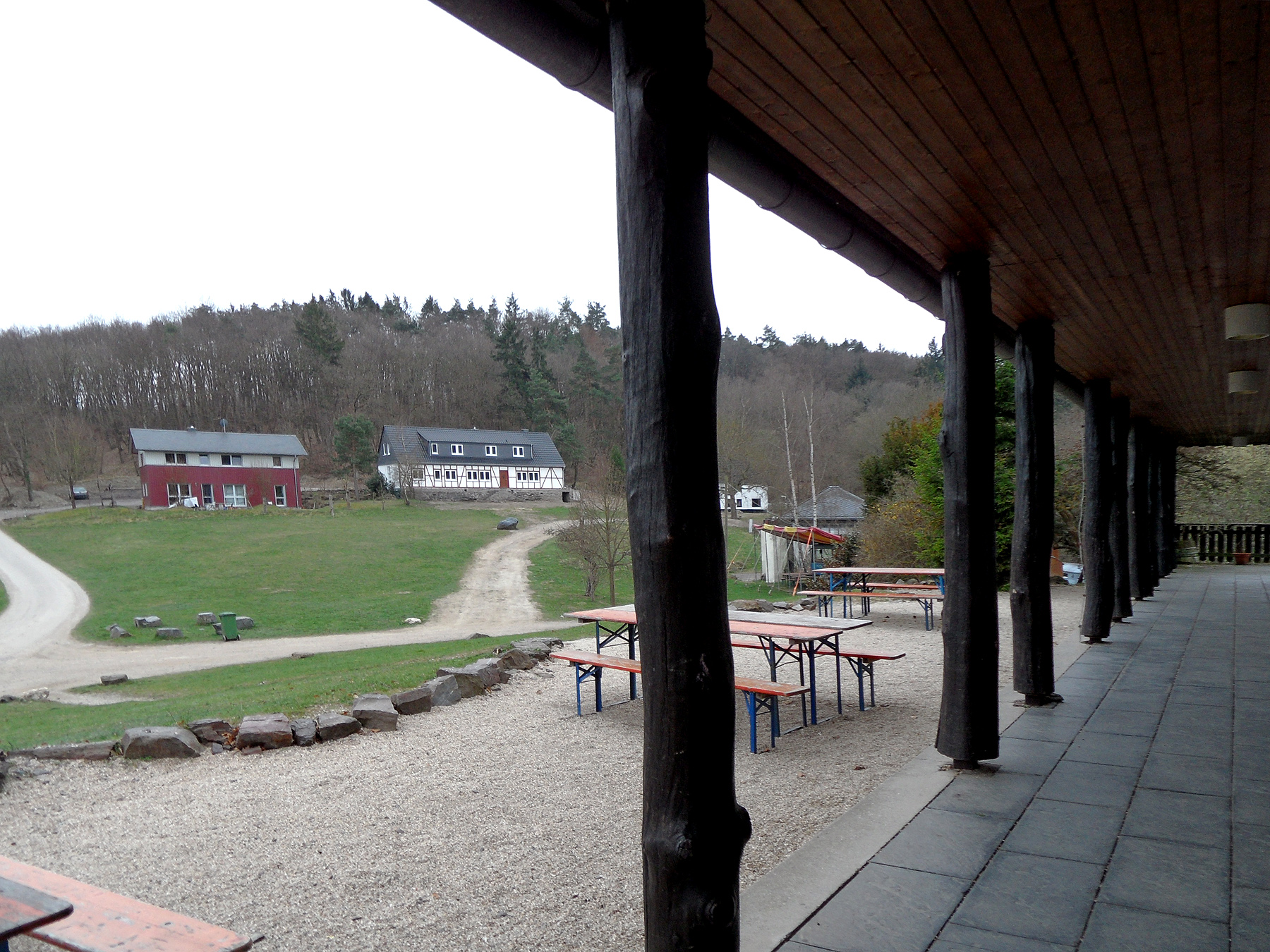
Tagungshaus der Arbeitsgemeinschaft Burg Waldeck, 2012

Die Arbeitsgemeinschaft Burg Waldeck (ABW) wurde 1934 gegründet, um das Eigentum des Nerother Wandervogels vor dem Zugriff des NS-Staates zu retten. Der nach dem Zweiten Weltkrieg fortgeführte Verein verwandelte die Burg Waldeck im Hunsrück in eine wichtige Kulturstätte für musische Aktivitäten und Völkerverständigung mit einem jugendbezogenen Tagungshausbetrieb und regelmäßigen Konzertveranstaltungen. Dies führte zu langjährigen gerichtlichen Auseinandersetzungen mit dem Nerotherbund, welcher die Burg ausschließlich für seine Arbeit nutzen wollte, um dessen Tradition in der Jugendbewegung der Weimarer Republik unverändert fortsetzen zu können. Ein studentischer Arbeitskreis der ABW initiierte und organisierte von 1964 bis 1969 die Burg-Waldeck-Festivals; es waren die ersten Open-Air-Festivals in Deutschland, sie leiteten einen entscheidenden Abschnitt in der deutschen Folkgeschichte ein.

## Geschichte

### Gründung 1934

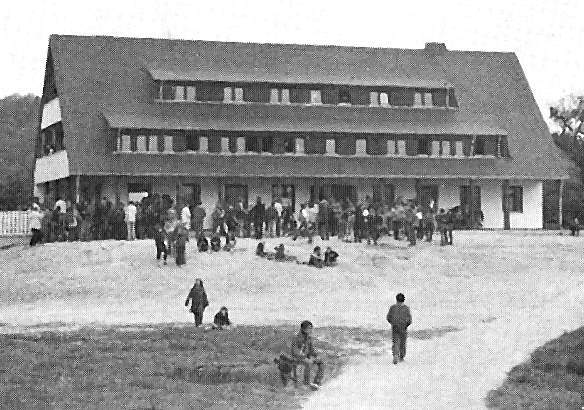
Säulenhaus im Jahr 1982

Als zu Beginn der nationalsozialistischen Herrschaft die Organisationen der Bündischen Jugend sich unter dem Druck des neuen Regime auflösen mussten, wollte der Nerother Wandervogel das Gelände seines Sitzes, die Burg Waldeck, mit Hilfe einer neutral benannten Organisation vor dem Zugriff des Staates bewahren. Am 25. Juli 1934 beschloss der bisherige Träger, der „Bund zur Errichtung der Rheinischen Jugendburg“, sich aufzulösen und sich neu als Verein „Arbeitsgemeinschaft Burg Waldeck zur Errichtung eines Ehrenmals für die gefallenen Helden e. V.“ (ABW) zu gründen. Erster Vorsitzender wurde Robert Oelbermann. Doch aufgrund des großen staatlichen Drucks musste sich die ABW am 22. April 1935 wieder auflösen. Zum Liquidator wurde Robert Oelbermann bestellt. Das Gelände der ABW wurde von der Regierung zwangsverwaltet.

### Fortführung nach dem Zweiten Weltkrieg
Im Oktober 1948 wurde der Verein, der das Dritte Reich im rechtlichen Zustand der Liquidation überdauert hatte, reaktiviert, das Ziel sollte nicht mehr wie früher der Neuaufbau einer großen Jugendburg sein, sondern die Burg sollte mit ihrem vorhandenen Potential (zwei Häuser und Freigelände) „der Jugend in vielfältigen Erscheinungsformen dienen und eine offene Heimstatt werden“ und musische Aktivitäten und Völkerverständigung fördern. Hannes Böhmer wurde zum ersten Vorsitzenden gewählt. Der Verein wurde als gemeinnützig anerkannt. Schon 1946 waren die ersten Überlebenden der Nerother/ABW-Zeit auf die Waldeck zurückgekehrt. Unter Führung des Filmemachers Karl Mohri entschuldeten sie den Verein und reparierten Gebäude und Einrichtung. Der Nerotherbund wurde unter Leitung des ABW-Mitglieds Brecht Stempel mit Freunden aus dem Rheinland und Bremen 1946 neu gegründet. Als Karl Oelbermann, der Zwillingsbruder des früheren Nerother Bundesführers Robert Oelbermann, der 1941 im KZ Dachau starb, 1950 aus dem afrikanischen Exil zurückkam, wurde er zum Vorsitzenden und Ehrenvorsitzenden der ABW gewählt. Den wiedererrichteten Nerotherbund übernahm er als Bundesführer. Er fuhr 1951 auf Filmexpedition zurück nach Afrika, von der er erst nach drei Jahren wiederkehrte.

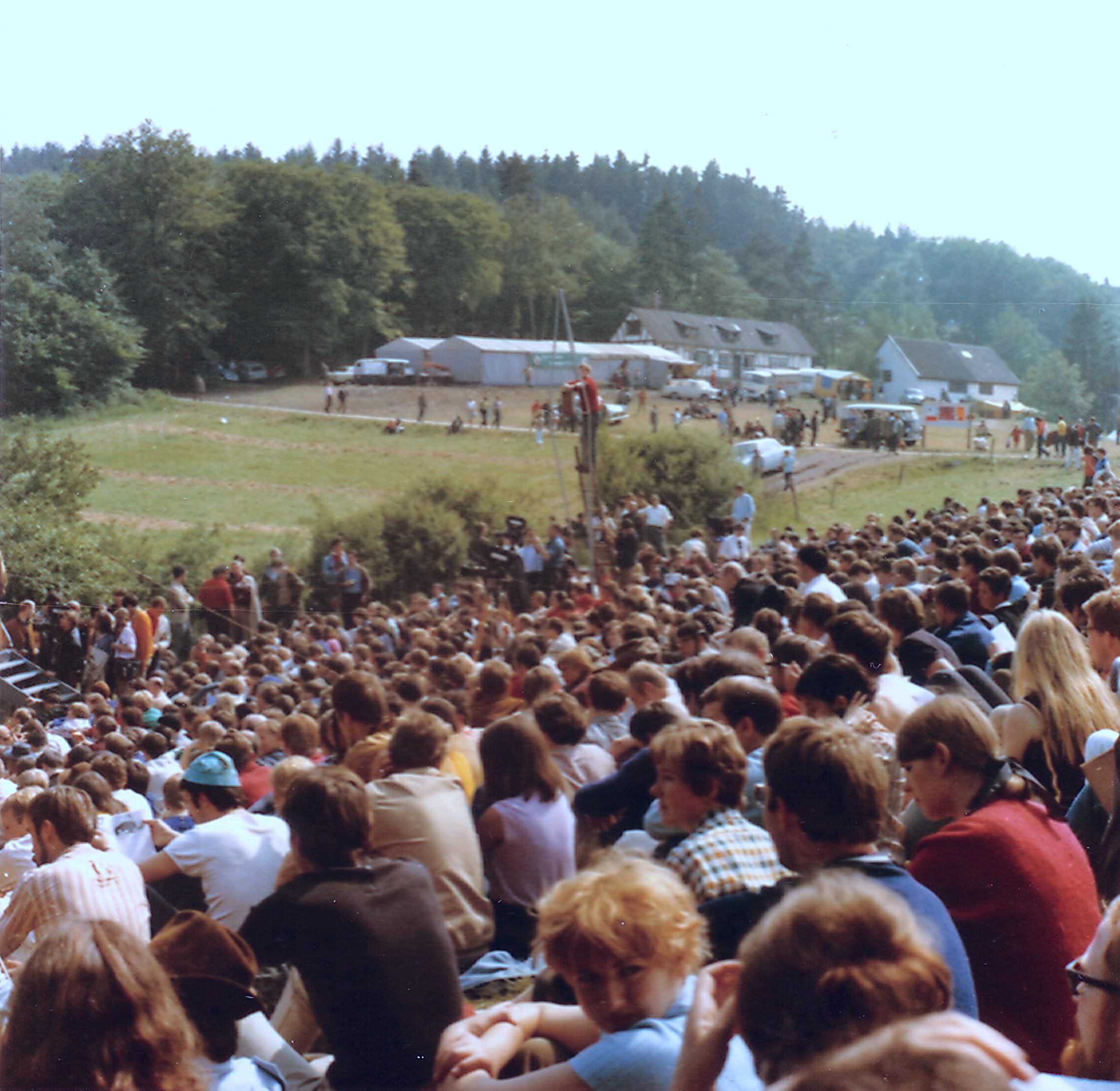
Publikum auf dem Hunsrücker Gelände der „ABW“ während des Burg-Waldeck-Festivals 1968

In dieser Zeit wurde die Waldeck Treffpunkt vieler Autoren, Künstler und Musiker. So kamen unter anderem die Schriftsteller Vitalis Pantenburg und Stefan Andres, ferner Werner Helwig aus der Schweiz, der mit seinem Erinnerungsbuch „Auf der Knabenfährte“ der Waldeck ein Denkmal setzte. Der Komponist Wolfgang Fortner war dort, mehrere Male der Musiker Walter Gerwig; Sepp Gregor leitete Singseminare und aus Schweden kam der Sänger und Musiker Hai Frankl. Der Südwestfunk sendete über die Waldeck-Konzerte, z. B. des „Hamburger Lautenkollegiums“. Außerdem übertrug er Dichterlesungen von der Waldeck. Es kamen auch zahlreiche junge Leute aus Nachkriegsbünden der Jugendbewegung, vor allem aus den Jungenschaften, sowie aus musischen Kreisen, die unter anderem Hugo Distler oder Orff einspielten, und sie bauten auf dem Waldeck-Gelände weitere Hütten und Häuser. Waldeck-Filme, zum Beispiel drei Griechenlandfilme, wurden als Kulturfilme im Vorprogramm in den Kinos gezeigt.
Karl Oelbermann kehrte 1954 zurück. Die inzwischen entstandene Vielfalt an jugendlichen Gruppierungen wurde von ihm zunächst akzeptiert. 1955 unterzeichnete er gemeinsam mit Rolf Gekeler (Gockel), dem Sprecher der auf der Waldeck engagierten Jungenschaftsgruppen, die sich zur „Jungenschaft der Burg“ zusammengeschlossen hatten, ein Dokument über die Gleichwertigkeit aller Jugendbünde. Aus der Umgebung von Oelbermann wurde jedoch gegen die ABW und für eine Alleinherrschaft der Nerother auf Burg Waldeck polemisiert.

### Der Konflikt zwischen der ABW und dem Nerother Wandervogel
Im Oktober 1957 wurde im Auftrag des Nerother Wandervogels ein Rechtsgutachten als Grundlage für die Bestellung eines Liquidators für die ABW erstellt; dieses schlussfolgerte, dass die ABW nicht – wenn aber doch, dann zu Unrecht – existiere, und im Dezember wurde von Karl Oelbermann vor dem Amtsgericht in Kastellaun ein zwanzigjähriger Prozess um das Eigentum am Waldecker Gelände in Gang gesetzt. Im April 1958 ließ Karl Oelbermann im Vereinsregister einen neu gegründeten „Bund zur Errichtung der Rheinischen Jugendburg“ mit Sitz Burg Waldeck eintragen. Über die Dauer des Rechtsstreits gab es vielfältige Vermittlungsversuche, die alle scheiterten. Während der Waldeck-Festivals und auch danach kam es immer wieder zu Störungen von ABW-Veranstaltungen durch Nerother, unter anderem beschädigten sie 1967 die Metallplastik des Künstlers Eberhard Fiebig. Am 17. November 1972 urteilte das Oberlandesgericht Zweibrücken, dass die ABW rechtmäßiger Nachfolger des Vorkriegsvereins und alleiniger Eigentümer des Geländes wäre. Bemühungen der Nerother, die Entscheidung von 1972 zu wenden, wurden im April 1976 abgewiesen, ebenso eine Berufung vor dem Oberlandesgericht Koblenz und vor dem zuletzt 1978 angerufenen Bundesgerichtshof. Die ABW hatte dem Nerother Bundesführer Karl Oelbermann 1954 lebenslanges Wohnrecht im Hauptgebäude „Säulenhaus“ zugesprochen. Dort wohnte Oelbermann bis zu seinem Tod 1974. Unmittelbar angrenzend an das ABW-Gelände erwarb er für seinen Bund das Eigentum an der ehemaligen Oberburg „Trutz“ und begann 1956, abgewandelte Pläne der alten Jugendburgidee zu realisieren. Auf diesem separaten Gelände befindet sich heute die „Nerother Waldeck“ mit dem Wohnsitz des nach Oelbermann auf Lebenszeit gewählten Vorsitzenden Fritz Martin Schulz (FM; 1941–2023). Nach seinem Tod wurde er von dem neuen ausgewählten Vorsitzenden der Nerother Wandervogel Jörg Möller abgelöst.

### Die Waldeck-Festivals

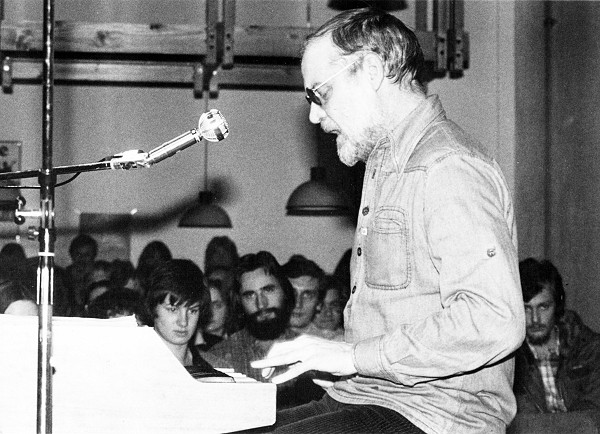
Der Kabarettist Hanns Dieter Hüsch trat 1966, 1967, 1968 und 1969 bei den Waldeck-Festivals auf.

Hauptartikel: Burg-Waldeck-Festivals
1964 organisierte ein studentischer Arbeitskreis der ABW auf dem Burggelände das Festival „Chanson Folklore International – Junge Europäer singen“, auf dem unter anderen Franz Josef Degenhardt seinen ersten öffentlichen Auftritt hatte, und setzte dann die „Burg Waldeck-Festivals“ in immer größerem Rahmen fort. Zunächst beeinflusst vom französischen Chanson und der amerikanischen Folk- und Protestlieder-Szene, setzten sich engagierte und kritische Liedermacher durch, bis die Festivals 1969 endeten, als Rockmusik und revolutionär-politische Debatten überwogen. Bei rund 6000 Besuchern war schließlich auch die Infrastruktur des ABW-Geländes restlos überfordert. Unter anderem traten Reinhard Mey, Hannes Wader, Phil Ochs, Guy Caravan, Dieter Süverkrüp, der Kabarettist Hanns Dieter Hüsch und der Schriftsteller Erich Fried auf; für manche waren die Waldeck-Festivals der Karrierestartpunkt. Debatten über den gesellschaftspolitischen Stellenwert seines Schaffens wurden 1968 für Hanns Dieter Hüsch („Ich mußte […] mein ‚Konzert‘ abbrechen, mich auf ein Stühlchen setzen und Rede und Antwort stehen […]“) zum traumatischen Erlebnis. Für einige Jahre erhielt das politische Lied große Aufmerksamkeit. Ein weiteres Verdienst dieser Veranstaltungen war die Wiederentdeckung und Aufarbeitung deutscher Volkslieder demokratischen Charakters aus den vergangenen Jahrhunderten sowie eine Renaissance der jiddischen Volksmusik.

### Die Zeit nach den Waldeck-Festivals

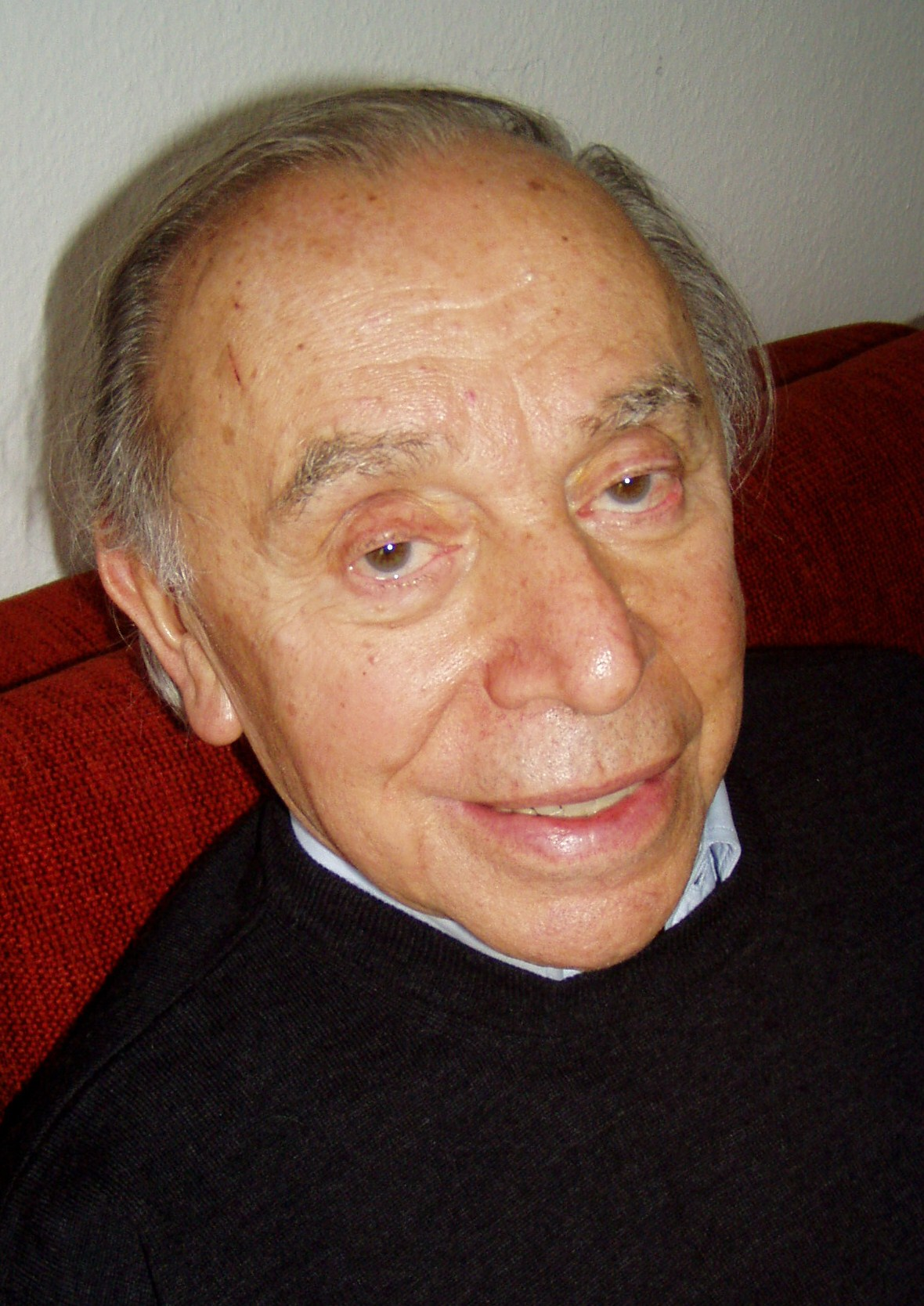
Arno Lustiger war 1997 bei dem Pfingstgespräch auf der Waldeck.

Pfingsten 1973 gründete sich auf der Waldeck die „AG Song. Arbeitsgemeinschaft der Liedermacher“, unter anderem mit dem Ziel, sich auf Singe- und Arbeitstreffen mit dem neuen Lied zu beschäftigen. Das Säulenhaus der ABW wurde 1977 durch einen Brand zerstört. Ein größerer Neubau konnte durch zahlreiche Spenden (so verkaufte zum Beispiel die Künstlerin Gertrude Degenhardt eine Radierung zugunsten des Bauprojekts, die Stiftung Deutsche Jugendmarke und das Land Rheinland-Pfalz gaben Zuschüsse) und umfangreiche Eigenleistungen verwirklicht und 1980 eingeweiht werden. Von 1980 bis 2000 bestand innerhalb der ABW ein Arbeitskreis „Jugendbewegung und Revolution“, der mit Veranstaltungen im Stil einer Volkshochschule und mit Seminaren um Themen wie „Schriftsteller im Exil“ (mit Theo Pinkus und Walter Janka) oder „Die Zukunft der Gesellschaft“ tätig war, bei denen renommierte Referenten wie die Historiker Arno Lustiger und Walter Grab mitwirkten. 1983 begann der Ausbau der Waldeck zu einem „musisch-kulturellen Zentrum“ der ABW, für das die Stiftung Deutsche Jugendmarke noch einmal spendete. Pfingsten 1985 wurde die im Zuge dieses Projekts gebaute Bühne eingeweiht. 1985 startete mit Unterstützung des Deutsch-Französischen Jugendwerks unter Leitung von Hotte Schneider, Walter Mossmann und Sabine Beloq das zweisprachige Chanson-Rock-Projekt „Bourges – Waldeck“. Abwechselnd auf Burg Waldeck und im französischen Bourges wurde die Musik-Show „Jenseits von Casablanca“ entwickelt, die außer einigen Terminen auf der Waldeck und in Frankreich beim deutsch-französischen Kulturgipfel 1986 in Frankfurt (mit Übertragung in der ARD) und 1987 beim 25-jährigen Jubiläum des Jugendwerks in Ludwigsburg auftrat. Von 1993 bis 1997 waren Veranstaltungen der ABW zusammen mit dem SWF im Projekt Kultursommer Rheinland-Pfalz integriert. Von 1955 bis 1984 gab die ABW als Mitteilungsblatt den „wohltemperierten Baybachboten“ heraus, seit 1985 die Zeitschrift „Köpfchen. Ausblicke, Einblicke, Rückblicke“.

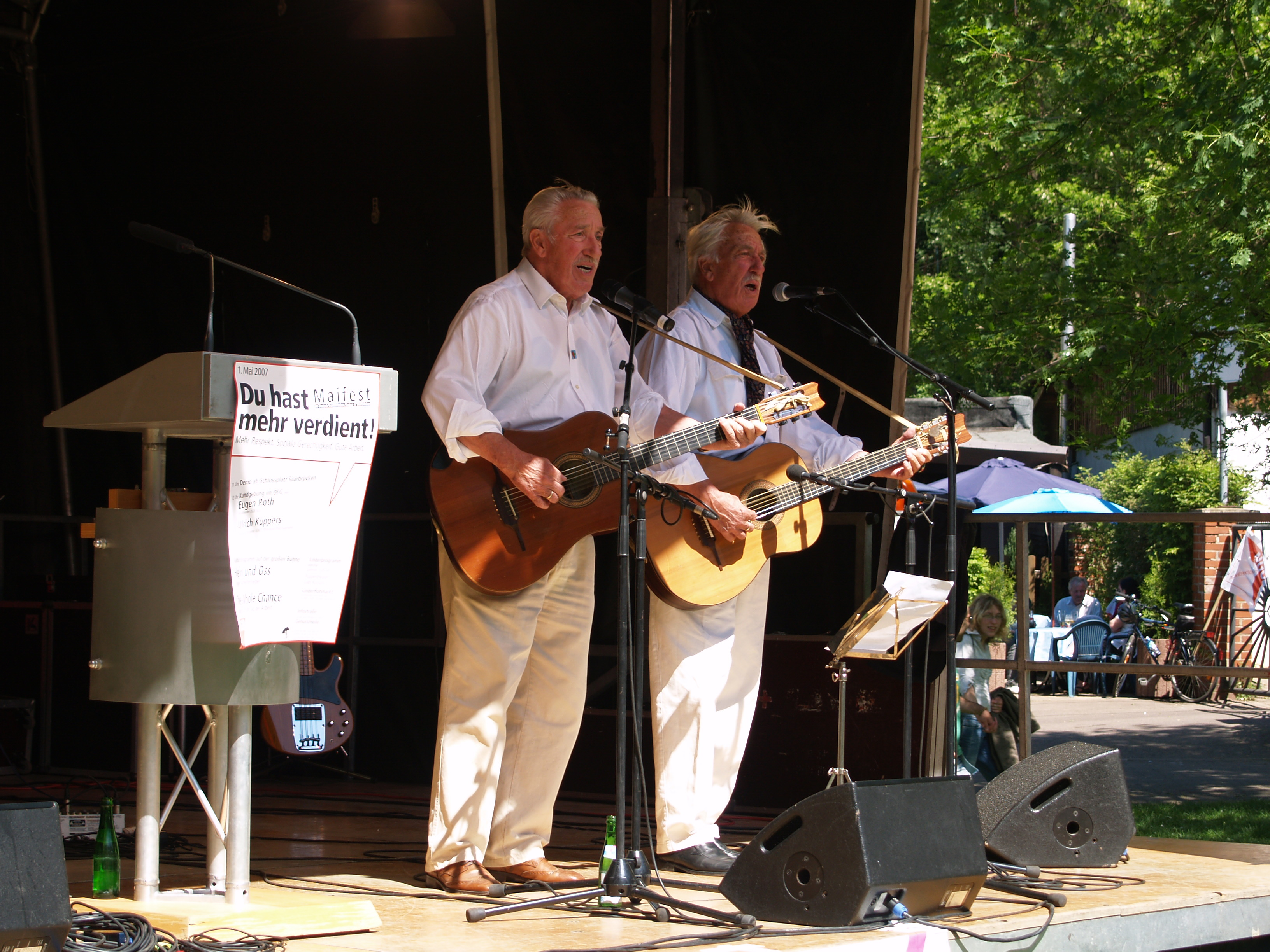
Hein und Oss Kröher traten häufig auf der Waldeck auf und feierten dort im September 2007 ihren 80. Geburtstag.

## Die ABW heute
Der Verein ist als gemeinnützig anerkannt und Mitglied des Deutschen Paritätischen Wohlfahrtsverbandes, der Heinrich-Böll-Stiftung Rheinland-Pfalz und der Landesarbeitsgemeinschaft Soziokultur und Kulturpädagogik. Die Ziele sind in der Satzung festgelegt, ihr erster Satz lautet: „Die ABW strebt aus dem Geist der Jugendbewegung die Sammlung von Menschen an, die nach geistigen und musischen Gemeinsamkeiten selbstverantwortlich suchen und sie zu erarbeiten bereit sind.“ Vorsitzender ist seit dem 3. Oktober 2021 Helge Sponer.

### Gebäude und Einrichtungen

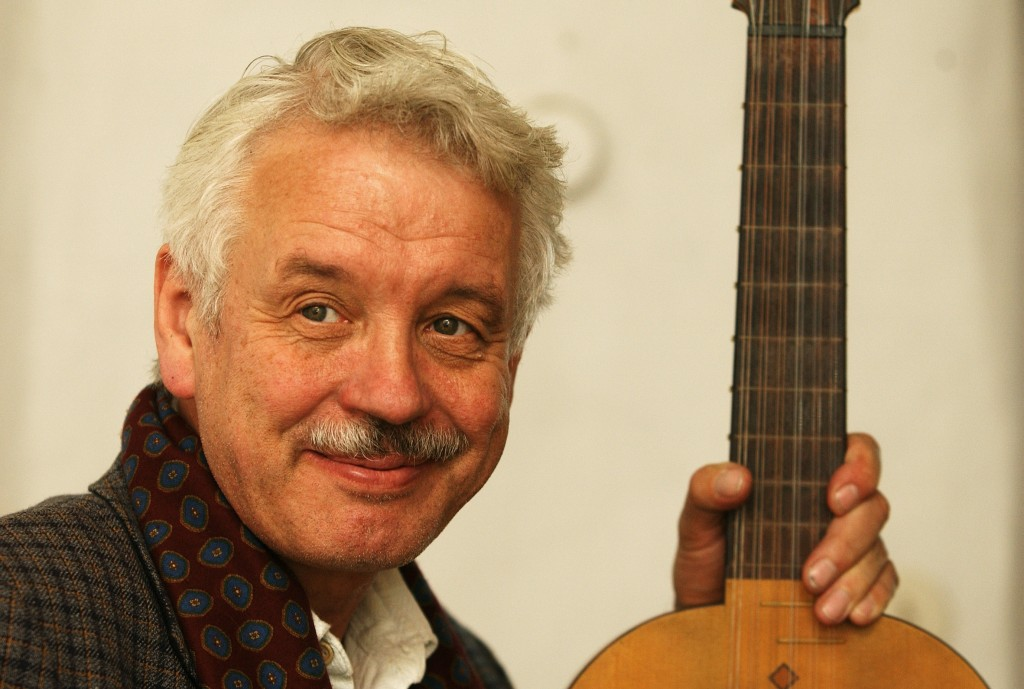
Der Schriftsteller, Liedermacher und Kabarettist Christof Stählin, hier mit einer Vihuela, war oft bei der ABW.

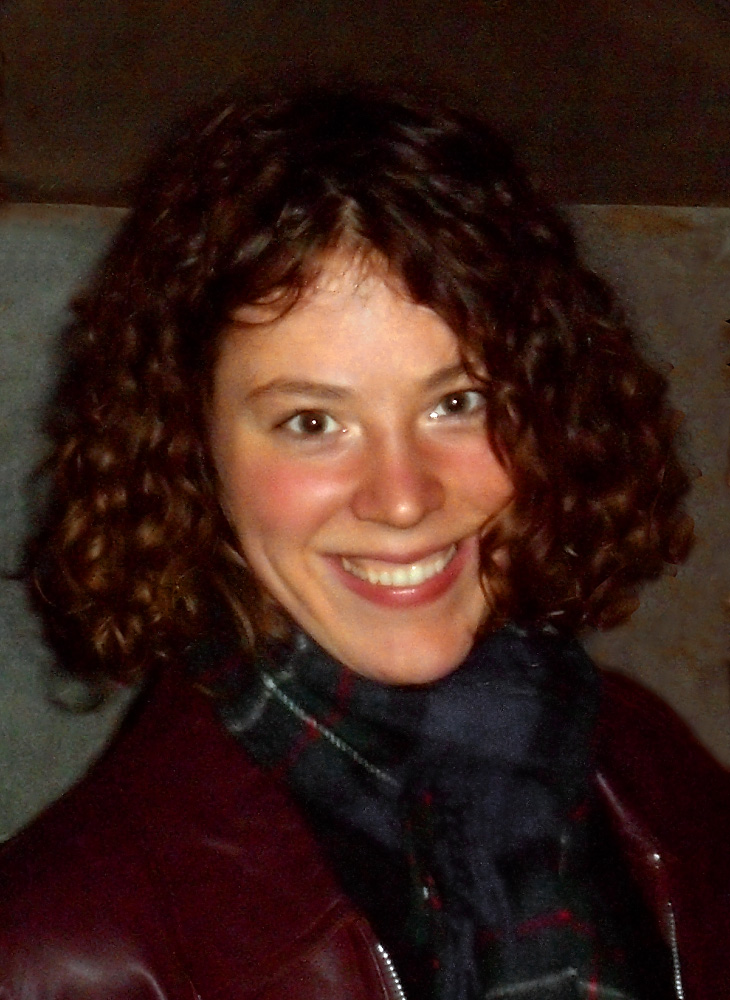
Johanna Zeul

Das alternative Tagungs- und Seminarhaus liegt, umgeben von eigenen Wiesen und Wäldern, in der Nähe der Burgruine Waldeck in der Ortsgemeinde Dommershausen, Ortsteil Dorweiler, und wird in freier Trägerschaft von der Arbeitsgemeinschaft Burg Waldeck e. V. geführt. Es gibt Übernachtungsmöglichkeiten in zwei Gebäuden, mehreren Hütten und auf Zeltplätzen. Zu den Einrichtungen gehören eine überdachte Freilicht- und Probenbühne sowie ein großes Freigelände. Das Säulenhaus, das von einer großen überdachten Terrasse geprägt ist und in dem sich ein Café, Schlaf-, Ess- und Gruppenräume, ein Kaminraum und zwei Küchen befinden, besitzt einen Saal mit einem Holz-Schwingboden, der sich besonders für Tanz, Musik sowie Theater eignet. Zum Gelände gehören einige Hütten, die von Jugendbünden erbaut wurden und heute an Gruppierungen (z. B. BDP MTK) fest vermietet sind. Alternatives Bauen wird gefördert: So wurden bereits eine Hütte für Kleingruppen (2001) und das Wohnhaus für das Verwalterehepaar (2005) mit Strohballen als Dämmstoff errichtet; zudem wurde eine Hütte vom Freundeskreis ehemaliger Zivis in Cordwoodbauweise aus Holzscheiten und Lehm gebaut. Auf der Waldeck entstand im Jahr 1998 auch die erste Pflanzenkläranlage für Kleinsiedlungen im Hunsrück. Die gesamte Anlage, einschließlich Zeltplätzen, zählt etwa 12.000 Übernachtungen von überwiegend jugendlichen Gästen pro Jahr.

### Regelmäßige Veranstaltungen
Außer den zahlreichen wechselnden Theaterwerkstätten, Seminaren, Kabarett-Werkstätten (z. B. unter Rolf Linnemann), Singe- und Musik-Workshops (z. B. unter Christof Stählin und Thomas Felder) sowie Tagungen (z. B. der Heinrich-Böll-Stiftung) kommen regelmäßig Theater- und Musikgruppen zum Proben (z. B. Samba mit Dudu Tucci). Ferner gibt es zwei von der ABW organisierte Veranstaltungen, die regelmäßig durchgeführt werden.
- In kleinerem Rahmen als bei den Festivals der 1960er Jahre wird von der ABW zu Pfingsten ein mehrtägiges Liederfest durchgeführt, auf dem neue Talente entdeckt werden und bekannte Künstler auftreten. So traten beim Liederfest 2007 unter anderen Frank Baier, Barbara Thalheim und Jens-Paul Wollenberg auf.  Im Jahr 2008 waren zum Beispiel Günter Gall und die Liedermacherin und Sängerin Johanna Zeul dabei.
- Seit 2000 findet im Herbst der Peter-Rohland-Singewettstreit statt. Der Wettbewerb ist in die Kategorien Einzel-, Ensemble- und Gruppengesang aufgeteilt, wobei sich auch Mitglieder bündischer Jugendgruppen (2006 zum Beispiel aus dem Zugvogel, der Deutschen Freischar und dem Deutschen Pfadfinder*innenbund Mosaik) beworben haben. Das Vorabendprogramm ist meist einem bekannten Liedermacher gewidmet. 2006 wurde die „Peter Rohland Stiftung zur Förderung des Liedes“ als unselbständige gemeinnützige Stiftung unter dem rechtlichen Dach der ABW gegründet. Außer der Dokumentation des Erbes von Peter Rohland als Sänger und Liedforscher, fördert die Stiftung vor allem das Singen bei Kindern und Jugendlichen. Die Stiftung hat zudem eine CD mit frühen Liedern von Peter Rohland herausgebracht und eine Wanderausstellung zu seinem Leben und Werk zusammengestellt.

## Bekannte Mitglieder der ABW

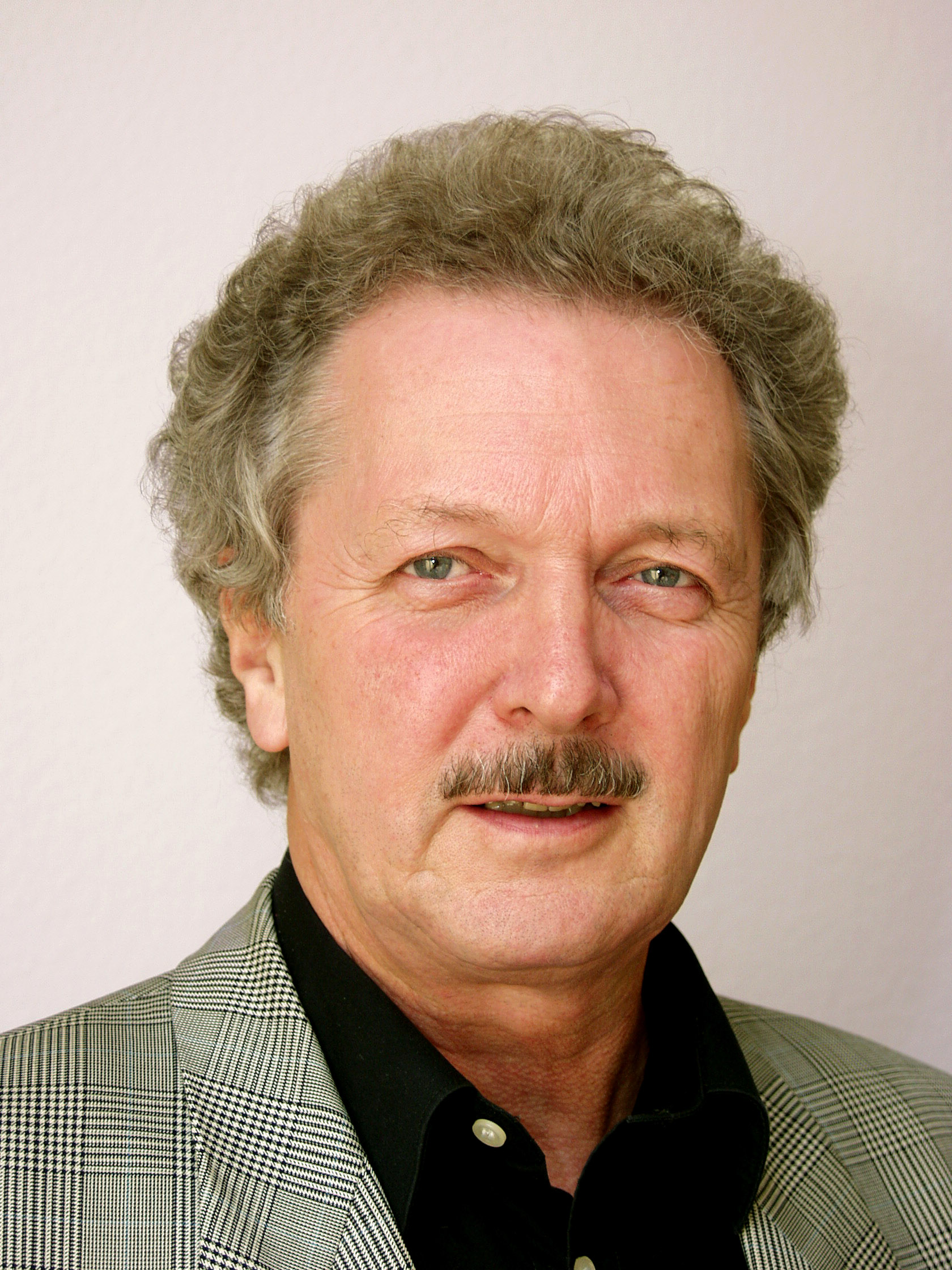
ABW-Mitglied Wolfram Wette

- Paul Leser (1899–1984), deutsch-amerikanischer Ethnologe
- Sepp Gregor (1903–1987), Volksliedpädagoge (Klingende Brücke)
- Georg Neemann (1917–1993), Politiker, MdB und DGB-Vorstand
- Hai & Topsy (1920–2016 & * 1926), schwedisches Folk-Duo, Sammler und Editoren jiddischer Lieder
- Wilderich Freiherr Ostman von der Leye (1923–1990), Politiker
- Hein (1927–2016) und Oss Kröher (1927–2019), Liedermacher und Folksänger; Ehrenmitgliedschaft
- Helmut König (1930–2021), Musikherausgeber und Liedermacher
- Wolfgang Hempel (* 1931), Archivmanager
- Arno Klönne (1931–2015), Soziologe und Politikwissenschaftler
- Joachim H. Knoll (1932–2024), Pädagoge
- Peter Rohland (1933–1966), Sänger und Volksliedforscher
- Erik Martin (1936–2017), Autor, Herausgeber und Liedermacher
- Diethart Kerbs (1937–2013), Kunstpädagoge und Kulturhistoriker
- Wolfram Wette (* 1940), Historiker
- Jürgen Reulecke (* 1940), Historiker
- Hannes Wader (* 1942), Musiker und Liedermacher
- Frank Baier (1943–2022), Musiker und Liedermacher
- Hartmut Zinser (* 1944), Religionswissenschaftler und Ethnologe
- Michael Schomers (1949–2016), Journalist